# 海北街道
海北街道，是中华人民共和国内蒙古自治区乌海市海勃湾区下辖的一个乡镇级行政单位。

## 行政区划
海北街道下辖以下地区：
青山社区、长青东社区、东环路社区、黄河社区、东山北社区、狮城社区、和平东社区和佳苑社区。